# Michael Kennedy
Pour les articles homonymes, voir Kennedy.
George Michael Sinclair Kennedy, né le 19 février 1926 à Chorlton-cum-Hardy, Manchester, et mort le 31 décembre 2014, est un biographe, journaliste et auteur d'ouvrages consacrés à la musique classique anglaise.

## Biographie
Il rejoint le Daily Telegraph à l'âge de 15 ans en 1941 et commence à écrire des critiques musicales en 1948 pour ce journal. Il devient le Northern Editor du périodique de 1960 jusqu'en 1986 puis critique musical en chef de 1986 à 2005. Il est également critique musical en chef du Sunday Telegraph de 1989 à 2005. Il fait partie du Board of Governors du Royal Northern College of Music de 1971 à 2006. 
Il est fait officier de l'ordre de l'Empire britannique en 1981 et CBE en 1997. Michael Kennedy est en semi-retraite à partir de 2005. Il meurt le 31 décembre 2014.
En tant qu'écrivain, son intérêt principal est la fin de la période romantique et l'histoire de la musique à Manchester depuis le XIXe siècle. Il est surtout connu pour ses études pointues et complaisantes des œuvres de Ralph Vaughan Williams et d'Elgar.

## Œuvres
- The Hallé Tradition (1960)
- The Works of Ralph Vaughan Williams (1964)
- Portrait of Elgar (1968)
- Elgar Orchestral Music (1970)
- Portrait of Manchester (1970)
- Barbirolli (1971)
- The History of the Royal Manchester College of Music, 1893-1972 (1971)
- The Autobiography of Charles Hallé, with Correspondence and Diaries (1972) [édité par Michael Kennedy]
- Mahler (1974)
- Richard Strauss (1976)
- The Concise Oxford Dictionary of Music (1980)
- Britten (1981)
- Strauss Tone Poems (1984)
- Adrian Boult (1987)
- Portrait of Walton (1989)
- Buxton Festival (en), 1979-1988 (1989)
- Music Enriches All (1994)
- Who's Who in Opera (1998) de Joyce Bourne ; coéditeur Michael Kennedy
- Richard Strauss: Man, Musician, Enigma (1999)
- Buxton: An English Festival (2004)
- The Life of Elgar (2004)